# Propriano
Propriano är en kommun i departementet Corse-du-Sud på ön Korsika i Frankrike. Kommunen ligger  i kantonen Olmeto som tillhör arrondissementet Sartène. År 2022 hade Propriano 3 864 invånare.

## Befolkningsutveckling
Antalet invånare i kommunen Propriano
Referens:INSEE